# Rio Vermelho (rio de Goiás)
O rio Vermelho é um curso de água que banha o estado de Goiás, no Brasil. É um importante afluente do rio Araguaia. Nasce na região da cidade de Goiás e desagua em Aruanã. 